# 중성자 성분분석기
원소가 중성자와 반응할 때 발생하는 고유의 감마선을 이용해 원료 구성성분을 분석하는 장치다.

## 상세
철광석, 철스크랩 등을 실시간으로 분석할 수 있는 장치로, 현대제철이 '3I솔루션'과 함께 개발했다. 기존 철광석 및 철스크랩 성분 분석 과정의 경우 원료 샘플링부터 검사까지 평균 8시간가량이 걸렸으나 중성자 성분분석기를 사용하면 원료를 이송하면서 전수검사가 가능하다. 또한 실시간으로 생성되는 데이터를 조업 과정에 적용해 생산 효율성을 높일 수 있다. 최적의 원료배합비, 부원료 사용량 사전 예측 데이터 등을 도출해 원가 경쟁력을 확보하는 한편, 고급 철스크랩 성분 분석에도 적용할 예정이다.

## 같이 보기
현대제철
현대자동차그룹